# Laja (wodospad)
Salto del Laja – kompleks czterech wodospadów położony w środkowej części Chile, w regionie Biobío. Znajduje się około 25 km na północ od miasta Los Ángeles, przy dawnym fragmencie drogi Panamerykańskiej. Wodospady zasilane są przez rzekę Laja. Najwyższy z nich ma 55 m wysokości, najniższy 35.
Dawniej było to miejsce kultu Indian Mapuche. W 1756 dotarł tu pierwszy biały człowiek. Był nim lokalny hiszpański gubernator Manuel de Amat y Junyent.
Do każdego z wodospadów można się dostać poprzez kładkę. W okolicy wodospadów istnieje rozbudowana baza noclegowa. Istnieje możliwość spędzania czasu poprzez rafting, jazdę konną, pływanie i piesze wędrówki.

## Galeria

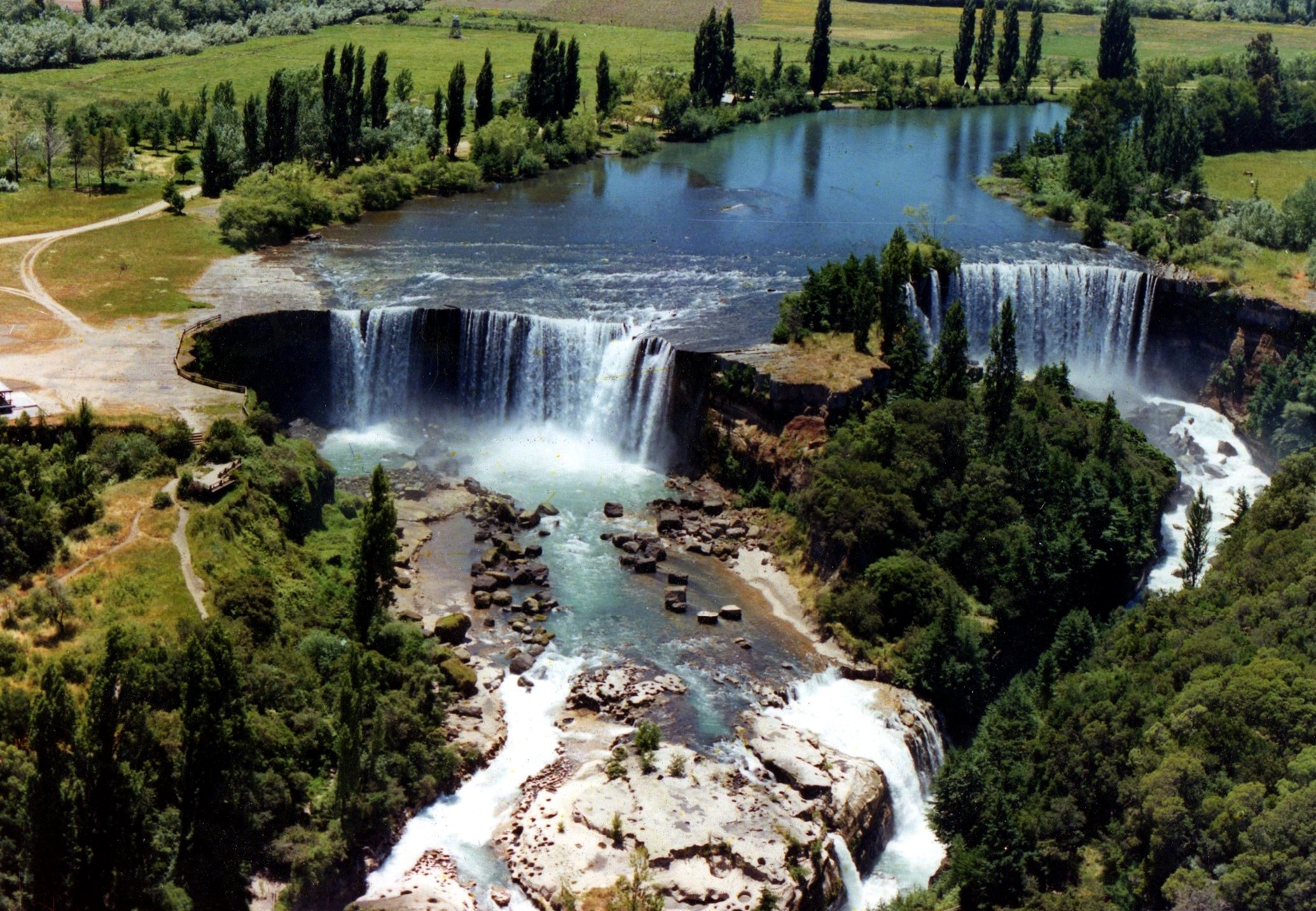
Widok z góry na wodospady
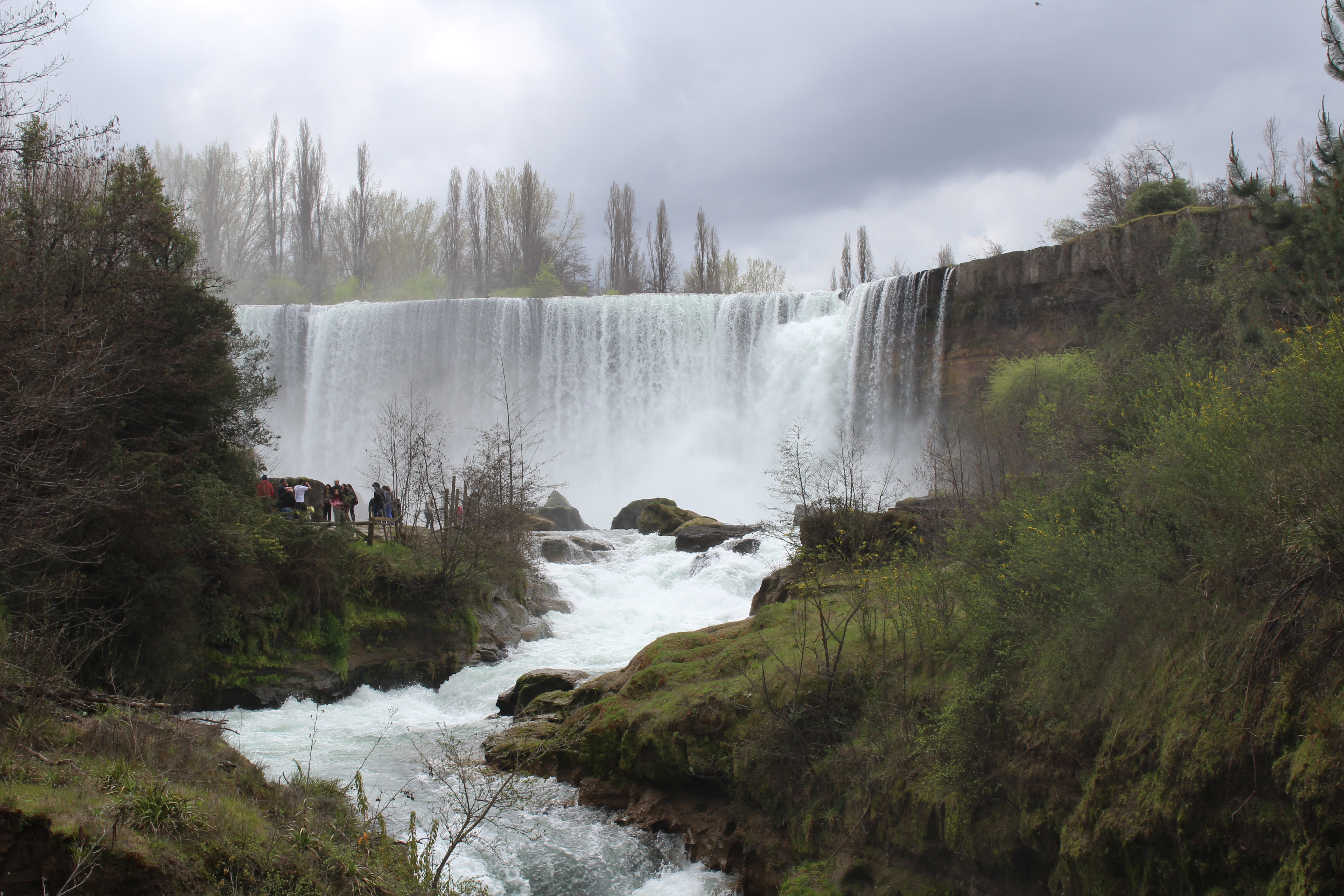
Najwyższy z wodospadów
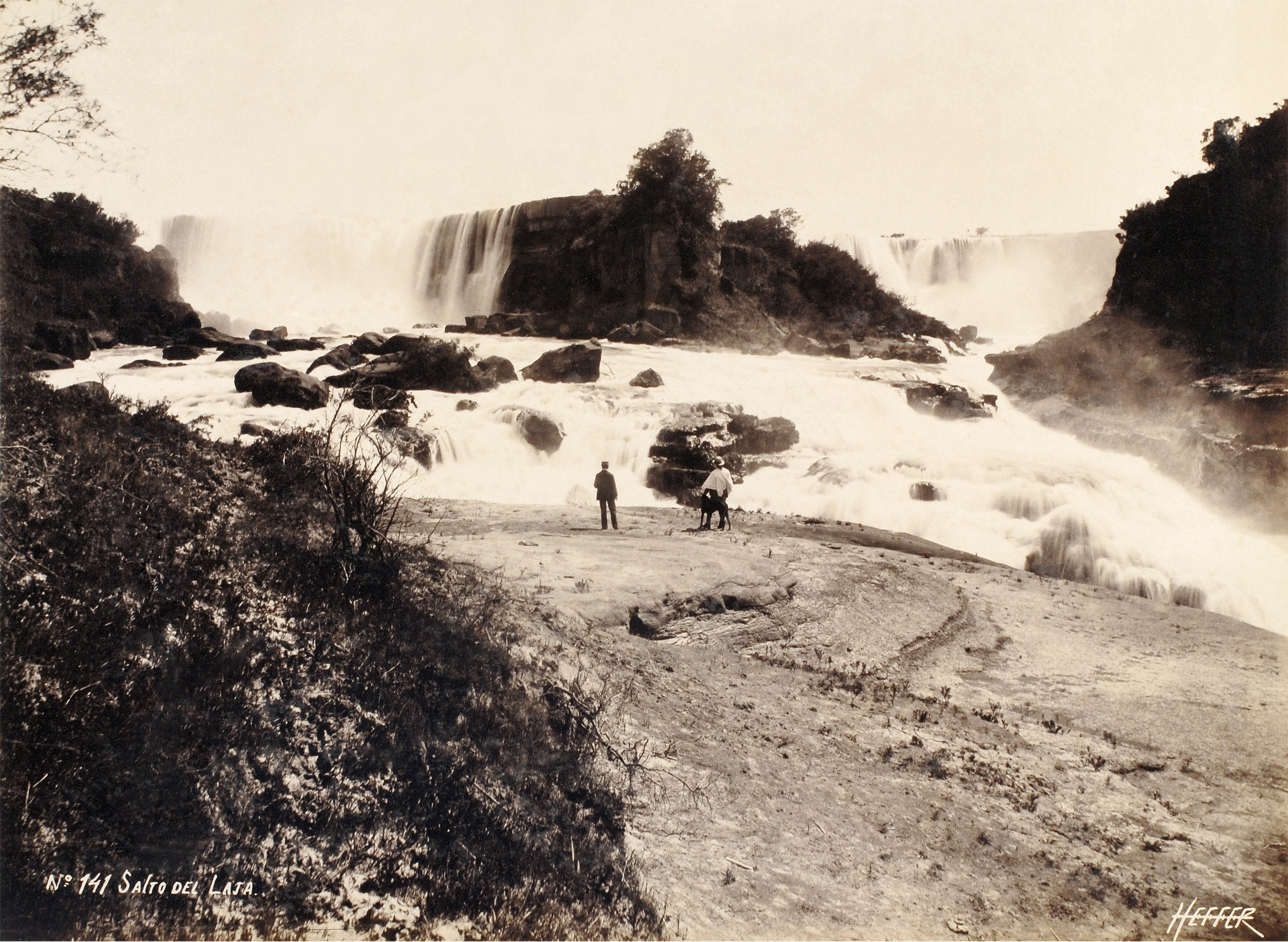
Fotografia z przełomu XIX i XX wieku